# Rogeria scabra
Rogeria scabra är en myrart som beskrevs av Weber 1934. Rogeria scabra ingår i släktet Rogeria och familjen myror. Inga underarter finns listade i Catalogue of Life.